# Islas Centrales
Islas Centrales (en inglés: Central islands) es el nombre con el cual se agrupa a las tres mayores islas del archipiélago de las Sandwich del Sur en el océano Atlántico Sur: la islas Saunders, la isla Jorge y la isla Blanco. 
Es una clasificación arbitraria, al contrario de los grupos Marqués de Traverse, Candelaria y Tule del Sur, que son conjuntos insulares que se agrupan por motivos geográficos o por su proximidad.
Las islas Centrales nunca fueron habitadas ni ocupadas aunque son administradas por el Reino Unido como parte del territorio británico de ultramar de las Islas Georgias del Sur y Sandwich del Sur, mientras que son reivindicadas por la República Argentina que las considera parte del Departamento Islas del Atlántico Sur dentro de la Provincia de Tierra del Fuego, Antártida e Islas del Atlántico Sur.

## Islas del grupo
| Islas (nombre en inglés) | Área    | Mayor altura                   | Localización                       |
| Saunders (Saunders)      | 40 km²  | Monte Miguel: 990 m s. n. m.   | 57°48′S 26°28′O / -57.800, -26.467 |
| Jorge (Montagu)          | 110 km² | Monte Belinda: 1370 m s. n. m. | 58°25′S 26°23′O / -58.417, -26.383 |
| Blanco (Bristol)         | 46 km²  | Monte Darnley: 1100 m s. n. m. | 59°03′S 26°30′O / -59.050, -26.500 |

## Galería
|                |
| Isla Saunders. |

|             |
| Isla Jorge. |

|              |
| Isla Blanco. |